# 2015年羅興亞人難民危機
2015年羅興亞人難民危機，是指數以千計來自孟加拉國與緬甸的羅興亞人非法船民在孟加拉灣與安達曼海上漂流，東南亞各國拒絕接納的事件 。
聯合國難民署估計，在2015年1-3月約25000人被帶到船上，有人聲稱在旅程中大約100人在印尼去世，200人在馬來西亞去世，和10人在泰國去世。據估計，3000個從緬甸和孟加拉國來的船民已獲救或者到岸，但更多人被認為是仍留在海面上或被困在食物與水很少的船上。這場危機是由偷渡蛇頭引起，危機其后又延續至16、17年。

## 背景
羅興亞人是緬甸一支居於若開邦阿拉干地區、信奉伊斯蘭教的的少數民族，大多是在英治時代進入緬甸的孟加拉人（尤其是是二戰期間孟加拉V支隊）的後裔。由於當時緬甸為從英國殖民統治下獨立而親日投向軸心國，V支隊以此為由屠殺十萬名佛教緬族人，自此惡名昭彰、與緬甸人結下不解血仇；緬甸獨立後，V支隊也沒有歸順新政府，反而創建了「穆斯林解放組織」（Muslim Liberation Organization，後改名為「穆斯林聖戰黨」Mu-jahid），發動對緬甸政府的「聖戰」，摧毀若開邦北部倖存的佛教徒村莊，控制了若開邦北部之後，印度、巴基斯坦分裂，更多孟加拉難民湧入若開邦，增加了羅興亞人的人數。
緬甸政府曾數次和聖戰黨交火，但總是無法全部殲滅。於是他們就在若開邦定居下來。他們自稱羅興亞人，但緬甸官方始終不承認，也不願意給予他們公民權，稱他們是來自孟加拉的非法入境者，他們是事實上的無國籍人士，長久以來，四處向各地逃亡。
2012年5月28日傍晚，三個羅興亞青年姦殺了一個若開佛教徒女性，引發了羅興亞與緬甸方面的交互衝突，6月時有16個羅興亞人和13個佛教徒傷亡。估計30,000人因暴力事件而流離失所。10月時，共有82人死亡、22,587名居民失去家園，他們大多是羅興亞人。他們原多前往孟加拉，但因孟加拉國已拒絕接納更多羅興亞人，因此他們轉向逃亡東南亞地區。